# Мејплвју (Минесота)
Мејплвју (енгл. Mapleview) град је у америчкој савезној држави Минесота.

## Демографија
По попису из 2010. године број становника је 176, што је 13 (-6,9%) становника мање него 2000. године.
| Група             | 2000.       | 2010.       |
| Белци             | 171 (90,5%) | 147 (83,5%) |
| Афроамериканци    | 0 (0,0%)    | 0 (0,0%)    |
| Азијати           | 6 (3,2%)    | 3 (1,7%)    |
| Хиспаноамериканци | 12 (6,3%)   | 25 (14,2%)  |
| Укупно            | 189         | 176         |